# 朱政騏
朱政騏（1978年4月12日—），又被稱為「牛糞博士」，生於台灣台北，中華民國政治人物，社運人士，台灣立報主筆。曾任民主進步黨台北市黨部執行長。參與反禁菸組織的活動，重視吸煙者人權，積極與反煙團體溝通，期盼取得平衡，曾檢舉國防部長楊念祖論文抄襲。

## 簡歷
朱政騏在成功高中畢業後，考取台北醫學大學保健營養系。在台北醫學大學保健營養系時期擔任系學會會長，相當關心公共議題，並積極投入社會運動。1999年，就讀世新大學社會發展研究所三年級的他，為了呼籲學生參與公共事務，開始在校園內自費發行並自辦報紙《正崎報》。其後畢業於世新大學社會發展研究所碩士班，國立台灣大學社會學研究所博士班肄業。
2020年民進黨台北市黨部主任委員選舉，海派王孝維陣營與綠色友誼連線薛凌陣營廝殺慘烈，王孝維陣營指控薛凌陣營送地瓜賄選；薛凌陣營反控王孝維陣營送白米賄選，更翻出王孝維未成年時涉案前科。2020年4月22日，前民進黨台北市黨部主委黃慶林赴民進黨中央黨部送交陳情書，質疑薛凌送地瓜涉嫌賄選；綠色友誼連線由朱政騏率領薛凌支持者批評，黃慶林大力推薦的王孝維送米，黃慶林卻拿薛凌送地瓜大做文章。